# 데니스 모건
데니스 모건(Dennis Morgan, 1908년 12월 20일 ~ 1994년 9월 7일)은 미국의 배우, 가수, 영화 배우이다. 프레즈노에서 질병에 의해 사망하였다.

## 영화
- 엔터테인먼트 (1974년)
- 이츠 어 그레이트 필링 (1949년)
- 투 더 빅터 (1948년)
- 투 가이스 프럼 텍사스 (1948년)
- 마이 와일드 아이리시 로즈 (1947년)
- 투 가이스 프럼 밀워키 (1946년)
- 시간 장소 그리고 여자 (1946년)
- 코네티컷의 크리스마스 (1945년)
- 쉐인 온 하베스트 문 (1944년)
- 헐리우드 캔틴 (1944년)
- 더 하드 웨이 (1943년)
- 탱크 유어 럭키 스타스 (1943년)
- 사막의 노래 (1943년)
- 캡틴스 오브 더 클라우즈(영어판) (1942년)
- 인 디스 아워 라이프 (1942년)
- 키티 포일 (1940년)
- 네이비 블루 앤 골드(영어판) (1937년)